# Kazuma Kita
Kazuma Kita (japanisch 北 一真 Kita Kazuma; * 21. Dezember 1981 in der Präfektur Ishikawa) ist ein japanischer Fußballspieler.

## Karriere
Kita erlernte das Fußballspielen in der Universitätsmannschaft der Kokushikan-Universität. Seinen ersten Vertrag unterschrieb er 200 bei Thespa Kusatsu (heute: Thespakusatsu Gunma). Der Verein spielte in der dritthöchsten Liga des Landes, der Japan Football League. Am Ende der Saison 2004 stieg der Verein in die J2 League auf. Für den Verein absolvierte er 153 Ligaspiele. Ende 2015 beendete er seine Karriere als Fußballspieler.